# Valeria Suburbicaria
La provincia de Valeria Suburbicaria (Valeria) fue una división administrativa del Imperio romano utilizada durante su periodo conocido como «Bajo Imperio». Formaba parte de la diócesis de Italia Suburbicaria.
Aunque su nombre es simplemente «Valeria», se usa la denominación de «Suburbicaria» para distinguirla de Panonia Valeria, otra provincia situada dentro de la diócesis de Panonia.

## Las provincias del Bajo Imperio romano
Durante la tetrarquía de Diocleciano se realizó una profunda reorganización de la Administración imperial en la que uno de los aspectos más destacados fue la creación de un buen número de provincias mediante la división de las existentes. Las provincias formaban la base de la pirámide administrativa. En niveles superiores se situaban las diócesis (que agrupaban varias provincias), las prefecturas del pretorio (que agrupaban varias diócesis) y finalmente, el Imperio que se dividía en prefecturas.
Eran dirigidas por un gobernador cuyas funciones abarcaban todos los ámbitos excepto el militar: mantenían la ley y el orden, ejecutaban las órdenes de los ámbitos administrativos superiores, administraban la justicia en primera instancia, recaudaban los impuestos y otros ingresos imperiales o del emperador y estaban al cargo del servicio postal así como del mantenimiento de los edificios públicos.

## Historia
Tiene un origen relativamente tardío. Fue creada a finales del siglo IV al dividir la provincia de Flaminia y Piceno en tres nuevas: una reducida Flaminia y Piceno, Piceno Suburbicario y Valeria. Las dos últimas fueron agrupadas dentro de la diócesis de Italia Suburbicaria mientras que la primera quedó en Italia Anonaria.
Al no ser una provincia fronteriza, se vio libre de ataques y pillajes por parte de los pueblos bárbaros hasta el año 408 cuando Alarico invadió Italia por segunda vez. Durante esta guerra sufrió bastantes saqueos y devastaciones quedando en un estado tan lastimoso que en 412 se le redujeron sus impuestos a la quinta parte durante cinco años y en 418 a la séptima parte.

## Características
Se trataba de una pequeña provincia cuyos límites administrativos eran: Piceno Suburbicario al norte, Samnio al este, Campania al sur y Tuscia y Umbría al oeste. Tenía una orografía montañosa ya que se situaba en plenos Apeninos abarcando un área al sur del río Esino. Sus principales ciudades eran: Reate, la capital provincial, Spoletum, Alba Fucens, Amiternum, Carsioli, Marruvium y Corfinium.
Dentro de las calzadas que discurrían por la provincia destacaban la Vía Salaria y la Vía Valeria.